# Blauwe spotlijster
De blauwe spotlijster (Melanotis caerulescens) is een vogelsoort uit de familie van de spotlijsters (Mimidae).

## Verspreiding en leefgebied
Deze soort komt voor in Mexico en in het zuiden van de Verenigde Staten.
De soort telt twee ondersoorten:
- Melanotis caerulescens caerulescens: centraal en zuidelijk Mexico.
- Melanotis caerulescens longirostris: de Trés Marías-eilanden in Mexico.